# Casa Museo de Husein Yavid
La Casa Museo de Husein Yavid (en azerí: AMEA Hüseyn Cavidin Ev Muzeyi) es  instituto de investigación científica que incorporado al departamento de ciencia de la Academia Nacional de Ciencias de Azerbaiyán.

## Historia del museo

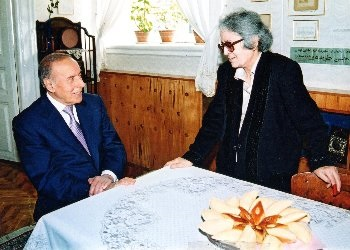
Heydər Əliyev y Turan Javid, la hija de Husein Yavid, en el 120.º aniversario del poeta.

La casa museo fue creado en la casa de poeta, escritor y dramaturgo azerbaiyano, Husein Yavid, donde vivió entre 1920 y 1937. Este museo fue establecido con el fin de perpetuar la vida y la actividad del poeta bajo el liderazgo de presidente de Azerbaiyán, Heydər Əliyev. La apertura del museo fue considerada según el decreto del Comité Central del Partido Comunista de Azerbaiyán - “El 100.º aniversario de Husein Yavid” en 21 de julio de 1981. Fue inaugurado el 24 de octubre de 2002, en el 120.º aniversario de Husein Yavid.

## Exposición
El museo consta de cuatro habitaciones y abarca una superficie de 245 metros cuadrados. Actualmente hay más de 4000 exposiciones en el fondo del museo. En la exposición se exhiben documentos, cartas,  fotografías que reflejan la vida, la creatividad y la actividad pública del poeta, ilustraciones de la obra "El verano pasado" y de la tragedia “Iblís” (“Diablo”), manuscritos, libros, pinturas, composiciones de su hijo Ertughrul Javid.